# 観音寺 (東京都北区)
観音寺（かんのんじ）は、東京都北区にある真言宗智山派の寺院。

## 概要
1615年（元和元年）に開山した。浮間地区唯一の寺である。
本尊が不動明王であるので、山号も「不動山」だった時期があったという。この不動明王は武蔵百不動（足立百不動）の一つでもある。
当寺には、梵鐘が二つある。これは、戦時中の金属類回収令によって梵鐘を供出したが、この梵鐘が鋳潰されていないことが判明し、1983年（昭和58年）に当寺に返還された。戦後に鋳造した梵鐘が既にあったため、結果として二つの梵鐘が揃うことになったのである。

## 交通アクセス
- 浮間舟渡駅より徒歩9分。